# Franz Melde
Franz Emil Melde (* 11. März 1832 in Großenlüder bei Fulda; † 17. März 1901 in Marburg) war ein deutscher Physiker und Professor an der Universität Marburg.

## Leben
Franz Emil Melde wurde 1832 als Sohn des Apothekers Ludwig Melde (1778–1847) und Maria Rebekka Melde geb. Hades (1797–1869) geboren. Nach dem Besuch des Kurhessischen Gymnasiums in Fulda studierte er ab 1853 Mathematik und Naturwissenschaften an der Universität Marburg. Zu seinen Lehrern in Mathematik gehörten Friedrich Stegmann, Wilhelm Schell und Johann Friedrich Christian Hessel, in Chemie Hermann Kolbe und Constantin Zwenger und in Physik Christian Ludwig Gerling, Carl Hermann Knoblauch und Rudolf Kohlrausch. Nachdem er 1857 das Examen für das höhere Lehramt absolviert hatte, war er für kurze Zeit als Praktikant am Gymnasium in Hanau. Im Herbst 1857 kehrte er auf Wunsch von Christian Ludwig Gerling an das physikalisch-mathematische Kabinett der Universität Marburg zurück, wo er 1859 bei Gerling mit der Arbeit Über einige krumme Flächen, welche von Ebenen, parallel einer bestimmten Ebene, durchschnitten, als Durchschnittsfigur einen Kegelschnitt liefern promovierte. 1860 habilitierte er sich für Mathematik und Physik mit der Schrift Über die Erregung stehender Wellen eines fadenförmigen Körpers. 1864 wurde er von der Universität Marburg zum außerordentlichen Professor ernannt. Nach Gerlings Tod im gleichen Jahr wurde Melde dessen Nachfolger; zuerst als vorläufiger Direktor des mathematisch-physikalischen Instituts, nach seiner Ernennung 1866 zum ordentlichen Professor erfolgte auch seine Bestätigung als Direktor. Beide Positionen begleitete Melde bis zu seinem Tode 1901. In dieser Zeit erlebte die Universität während ihrer Zugehörigkeit zu Preußen einen großen Aufschwung. Melde übernahm einen Erweiterungsbau mit einem deutlich größeren Hörsaal und baute das physikalische Praktikum aus. In seiner Rolle als Forscher beschäftigte er sich mit der Strömungslehre, der Meteorologie und insbesondere der Akustik. Er war praktizierender Musiker und untersuchte die Chladnischen Klangfiguren von Musikinstrumenten, maß mit Hilfe von Stimmplatten Töne sehr hoher Frequenzen und entdeckte bei seiner Arbeit an schwingenden Saiten das Prinzip des parametrischen Verstärkers (ein Verstärker, bei dem das Eingangssignal eine Komponente (Parameter) des schwingenden Systems periodisch verändert). Dazu koppelte er eine Stimmgabel an eine schwingende Saite, die mit der doppelten Resonanzfrequenz der Saite oszillierte. Für seine Messapparate erhielt er u. a. eine Silbermedaille auf der Weltausstellung in Chicago 1893.
Er wurde vor allem durch ein Experiment zur Demonstration stehender Wellen bekannt, das zu seinen Ehren nach ihm benannt wurde. Dieses Experiment ermöglichte die Bestimmung des Musters einer stehenden Welle sowie die Messung der Geschwindigkeit einer Transversalwelle auf einem Faden und lieferte Erkenntnisse zur Interferenz mechanischer Wellen.
Im Jahr 1885 wurde er zum Mitglied der Leopoldina, 1891 zum Dekan der Philosophischen Fakultät der Universität Marburg gewählt.
Ab 1860 war Franz Emil Melde mit Elisabeth Runkel (1837–1904) verheiratet. Sie hatten zwei Söhne und zwei Töchter.

## Veröffentlichungen (Auswahl)
- Die Lehre von den Schwingungscurven : nach fremden und eigenen Untersuchungen. Barth, Leipzig 1864 (Digitalisat Textband, Atlas).
- Chladni's Leben und Wirken nebst einem chronologischen Verzeichnis seiner literärischen Arbeiten. C. L. Pfeil, Marburg, 1866 (Online).
- Theorie und Praxis der astronomischen Zeitbestimmung mit Zugrundlegung vorbereitender Lehren und unter Berücksichtigung einfacher Hilfsmittel. Laupp, Tübingen, 1876 (Online).
- Akustik. Fundamentalerscheinungen und Gesetze einfach tönender Körper. Brockhaus, Leipzig 1883.